# Brendel (Familienname)
 Brendel ist ein deutscher Familienname.

## Namensträger
- Adam Brendel († 1719), deutscher Dichter, Physiker und Mediziner
- Adrian Brendel (* 1976), österreichischer Cellist
- Albert Brendel (1827–1895), deutscher Maler
- Alfons Brendel (1912–1995), deutscher SS-Sturmbannführer
- Alfred Brendel (1931–2025), österreichischer Pianist und Essayist
- Alfred Benedikt Brendel (* 1991), deutscher Wirtschaftsinformatiker
- Annelie Brendel (* 1983), deutsche Fußballspielerin
- Cajo Brendel (1915–2007), niederländischer marxistischer Theoretiker
- Christian Friedrich Brendel (1776–1861), deutscher Bergingenieur
- Daniel Brendel von Homburg (1523–1582), deutscher Geistlicher, Erzbischof in Mainz
- Daniela Brendel (* 1973), deutsche Schwimmerin
- Elke Brendel (* 1962), deutsche Philosophin
- Frank Brendel (1914–1992), US-amerikanischer Spezialeffektkünstler
- Franz Brendel (1811–1868), deutscher Musikkritiker, Journalist und Musikwissenschaftler
- Franz Anton Brendel (François Antoine Brendel; 1735–1799), französischer Theologe
- Frederick Brendel (1820–1912), deutsch-amerikanischer Botaniker und Meteorologe
- Gisela Distler-Brendel (1919–2022), deutsche Musikerin, Musikpädagogin und Hochschullehrerin
- Gottfried Brendel (1913–1965), deutscher Bauingenieur
- Gudrun Brendel-Fischer (* 1959), deutsche Politikerin (CSU)
- Günther Brendel (* 1930), deutscher Maler und Grafiker
- Heinz Brendel (1915–1989), deutscher Automobilrennfahrer
- Ina Brendel-Kepser (* 1971), deutsche Germanistin und Romanistin
- Ingrid Brendel (geb. Ingrid Schmidt), deutsche Sprinterin
- Joachim Brendel (1921–1974), deutscher Pilot
- Jakob Brendel (1907–1964), deutscher Ringer
- Johann Brendel von Homburg († 1569), deutscher Burggraf von Friedberg
- Johann Gottfried Brendel (1712–1758), deutscher Mediziner
- Karl Brendel (eigentlich Karl Genzel; 1871–1925), deutscher Holzschnitzer
- Karl Alexander Brendel (1877–1945), deutscher Maler und Holzschneider
- Karl Peter Brendel (* 1955), deutscher Politiker (FDP)
- Kirsten Brendel (* 1970), US-amerikanisch-deutsche Basketballspielerin
- Klaus Brendel (* 1958), deutscher Gitarrist, Komponist und Musikproduzent
- Manfred Brendel (* 1939), deutscher Politiker und Journalist
- Maria Brendel (Schauspielerin) (* 1970), deutsche Schauspielerin
- Maria Weigert Brendel (1902–1994), deutsch-US-amerikanische Klassische Archäologin
- Martin Brendel (1862–1939), deutscher Astronom
- Micha Brendel (* 1959), deutscher Künstler
- Moritz Brendel (* 1975), deutscher Theaterschauspieler und Sprecher
- Neal Brendel (* 1954), US-amerikanischer Rugby-Union-Spieler
- Oliver Brendel, deutscher Schachspieler
- Otto J. Brendel (1901–1973), deutsch-US-amerikanischer Archäologe
- Pascal Brendel (* 2003), deutscher Turner
- Paul Brendel (1902–1964), deutscher Versicherungskaufmann
- Reinhard Brendel (* 1956), deutscher Fußballspieler
- Reinhold Brendel (1861–1927), deutscher Lehrmittelunternehmer
- Robert Brendel (Modellbauer) (1821–1898), Hersteller von Lehrmitteln und botanischen Modellen
- Robert Brendel (Schriftsteller) (1889–1947), Studienrat und Schriftsteller
- Robert Brendel (Schwimmer), Schwimmer
- Rolf Brendel (* 1957), deutscher Schlagzeuger
- Sarah Brendel (* 1976), deutsche Sängerin und Songschreiberin
- Sebald Brendel (1780–1844), deutscher Jurist und Hochschullehrer
- Sebastian Brendel (* 1988), deutscher Kanute
- Vania Brendel (* 1985), deutsche Schauspielerin
- Walter Brendel (Mediziner) (1922–1989), deutscher Chirurg
- Walter L. Brendel (1923–2013), deutscher Maler
- Willi Brendel (1938–2006), deutscher Hockeyspieler
- Wolfgang Brendel (* 1947), deutscher Sänger (Bariton)
- Zacharias Brendel der Ältere (1553–1626), deutscher Philosoph, Physiker, Mediziner und Botaniker
- Zacharias Brendel der Jüngere (1592–1638), deutscher Mediziner und Hochschullehrer